# 로지 페레스
로지 퍼레즈(영어: Rosie Perez, 1964년 9월 6일 ~ )는 미국의 배우, 안무가이다. 재닛 잭슨, 보비 브라운, 다이애나 로스, LL 쿨 J와 같은 가수들의 뮤직 비디오 안무를 담당했다.

## 출연 작품

### 영화
- 프레디타 (1997)
- 카운슬러 (2013)
- 푸에르토 리칸 인 파리 (2015, Puerto Ricans in Paris) - 글로리아 역
- 데드 돈 다이 (2019) - 포지 후아레스 역
- 버즈 오브 프레이 (할리 퀸의 황홀한 해방) (2020) - 러네이 몬토야 역

### 텔레비전
- 플라이트 어텐던트 (2020-22)